# Otaku USA
『Otaku USA』（オタクユーエスエー）は、ソブリン・メディアが発行する隔月誌で、アメリカ合衆国の視点から「おたく」ライフスタイル (日本のアニメ、漫画、コンピュータゲーム、コスプレ、J-POP等) の様々なものを扱っている。
『Otaku USA』は2007年8月に発行を開始した。